# Municipio de Santa Ana del Valle
El municipio de Santa Ana del Valle es uno de los 570 municipios del estado mexicano de Oaxaca. Su cabecera es la localidad de Santa Ana del Valle.

## Geografía
El municipio de Santa Ana del Valle colinda al norte y al este con el municipio de Villa Díaz Ordaz, al sur con el municipio de Tlacolula de Matamoros, y al oeste con el municipio de Teotitlán del Valle.

## Gobierno
El municipio de Santa Ana del Valle se rige mediante el sistema de usos y costumbres.
| Presidente municipal        | Periodo   |
| --------------------------- | --------- |
| Abelardo García Martínez    | 1996-1998 |
| Felipe Sánchez Morales      | 1999-2001 |
| Agustín Aquino Morales      | 2002-2004 |
| Hilario Martínez Cruz       | 2005-2007 |
| Aurelio Valeriano Antonio   | 2008-2010 |
| Enrique Sánchez Morales     | 2011-2013 |
| Rubén Bautista Morales      | 2013-2016 |
| Crisóforo Morales Valeriano | 2017-2019 |
| Ignacio Hipólito Martínez   | 2020-2022 |
| Frumencio Bautista          | 2023-2025 |